# داني ماكبرايد
داني ماكبرايد (بالإنجليزية: Danny McBride)‏ مواليد 29 ديسمبر 1976 في ستايتسبورو، جورجيا، الولايات المتحدة، هو ممثل وكاتب سيناريو أمريكي.

## الأعمال
- سيء جدا
- قطار الأناناس السريع
- الرعد الاستوائي
- فوق في الجو
- أنا الحقير
- تاريخ الاستحقاق
- 30 دقيقة أو أقل
- هذه هي النهاية
- الوها
- سرقة السيارات الكبرى 5
- روك ذا كاسباه

## وصلات خارجية
- داني ماكبرايد على موقع IMDb (الإنجليزية)
- داني ماكبرايد على موقع روتن توميتوز (الإنجليزية)
- داني ماكبرايد على موقع قاعدة بيانات الأفلام العربية
- داني ماكبرايد على موقع ألو سيني (الفرنسية)
- داني ماكبرايد على موقع ميوزك برينز (الإنجليزية)
- داني ماكبرايد على موقع أول موفي (الإنجليزية)
- داني ماكبرايد على موقع أول موفي (الإنجليزية)
- داني ماكبرايد على موقع بوكس أوفيس موجو (الإنجليزية)
- داني ماكبرايد على موقع قاعدة بيانات الأفلام السويدية (السويدية)
- داني ماكبرايد على موقع إن إن دي بي (الإنجليزية)